# Terrobittacus
Terrobittacus is een geslacht van schorpioenvliegen (Mecoptera) uit de familie hangvliegen (Bittacidae). 

## Soorten
Terrobittacus omvat de volgende soorten:
- Terrobittacus echinatus (Hua & Huang, 2008)
- Terrobittacus implicatus (Huang & Hua, 2006)
- Terrobittacus longisetus Tan & Hua, 2009
- Terrobittacus xiphicus Tan & Hua, 2009